# Dorika perrosea
Dorika perrosea är en fjärilsart som beskrevs av Joannis 1910. Dorika perrosea ingår i släktet Dorika och familjen nattflyn. Inga underarter finns listade i Catalogue of Life.